# Нипа
Нипа (лат. Nypa) — монотипный род растений семейства Пальмовые (Arecaceae), в котором образует монотипное подсемейство Ниповые (Nypoideae). Включает единственный вид: Нипа кустистая, или  Мангровая пальма (Nypa fruticans) — один из двух видов пальм, произрастающих в мангровых зарослях.

## Описание
Нипа кустистая — растение с дихотомически ветвящимся подземным ползучим стеблем. Над землей видны лишь отходящие от стебля листья:181 длиной до 7 метров с большими черешками. Они перистые, в пазухах несут соцветия-метёлки. На верхушке главной оси соцветия расположена головка женских цветков, а на боковых ветвях соцветия — колосья мужских цветков. Женские и мужские цветки окружены чашелистиками и похожими на них лепестками. От воды соцветие защищают кроющие листья. Апокарпный гинецей женского цветка состоит из трёх плодолистиков, отличных по строению от плодолистиков всех других видов пальм, а андроцей мужского цветка — из трех сросшихся в колонку тычинок.
Плод нипы кустистой, созревающий в шаровидном соплодии, как и у миндаля — сухая однокостянка. Он приспособлен к распространению течениями, в частности, имеет несмачиваемую оболочку (экзокарпий). Нипа — единственная пальма, для которой характерна вивипария.

## Распространение
Нипа распространена в Юго-Восточной Азии (дельта Ганга, Индокитай, Филиппины, Индонезия), также встречается и в Северной Австралии и некоторых островах Океании. Вид известен с мелового периода, окаменевшие остатки нипы эпохи эоцена найдены даже на Британских островах.

## Применение
Продукты пальмы используются в основном для удовлетворения местных нужд. Из листьев изготовляют материал для строительства жилищ, в том числе крыш, из черешков — поплавки для рыболовных сетей. Листья вываривают для получения пищевой соли. Молодые листовые пластины используют как папиросную бумагу, волокна старых листьев — для плетения шляп, корзин, матрацев, зонтиков и других изделий изделий. Желеобразный эндосперм молодых семян употребляют в пищу либо в свежем виде, либо готовят сироп, иногда добавляют для вкуса в мороженое. Из напоминающего слоновую кость старого эндосперма делают пуговицы. Многие компоненты используют в медицине. Сок нипы, содержащий 14-17 % сахарозы, используется для производства алкогольных и безалкогольных напитков, а также уксуса и сахара.
|                                                                                           |  |  |  |
| Заросли во Вьетнаме, заросли на Филиппинах, соцветие с головкой женских цветков, соплодие |  |  |  |